# الغبرة (الشغادرة)

تعديل مصدري - تعديل

الغبرة هي إحدى قرى عزلة المعطن بمديرية الشغادرة التابعة لمحافظة حجة، بلغ تعداد سكانها 1069 نسمة حسب تعداد اليمن لعام 2004.